# 孵蛋器

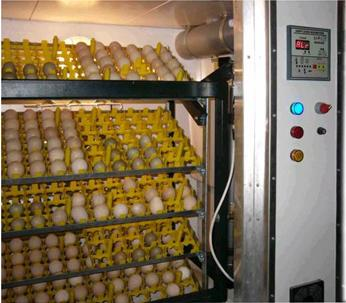

孵蛋器是用來孵育人工飼養卵生動物的機械，每次可同時孵三顆大雞蛋，或放輔助架後可孵六顆鵪鶉蛋。可以孵化各種鳥類，甚至連鱷魚等爬行類的蛋。
孵蛋器內有溫度調節裝置，可以將機器溫度調整為適合該生物的蛋孵化的溫度。還有LCD顯示溫度、孵蛋天數及蛋的現況。機器溫度要適當，否則無法將蛋孵化。